# Musée national sicule
Le Musée national sicule (en hongrois :Székely Nemzeti Múzeum ; en roumain : Muzeul Național Secuiesc), est un musée situé à Sfântu Gheorghe, comté de Covasna, en Roumanie. Il a été créé en 1875 afin de présenter la mémoire culturelle communautaire et régionale du Pays sicule. Depuis 1879, l'institution est devenue un bien public de la communauté sicule. Actuellement, il fonctionne comme un musée régional financé par le conseil départemental de Covasna. En 1929, Alexandru Tzigara-Samurcaș, en tant qu'inspecteur général des musées de Roumanie, estimait que parmi tous les musées provinciaux du vaste pays roumain, outre ceux de Cluj, celui de St. Gheorghe est sans doute le plus intéressant et plein de surprises... .

## Organisation
Le musée comporte un certain nombre de sections internes, situées au n°10 de la rue Kos Károly, commune de Sfântu Gheorghe, dans un bâtiment spécialement construit en 1912 sur des plans de l'architecte Károly Kós ainsi que plusieurs unités extérieures à Sfântu Gheorghe, Târgu Secuiesc, Cernat, Baraolt et Zăbala.

### Sections internes

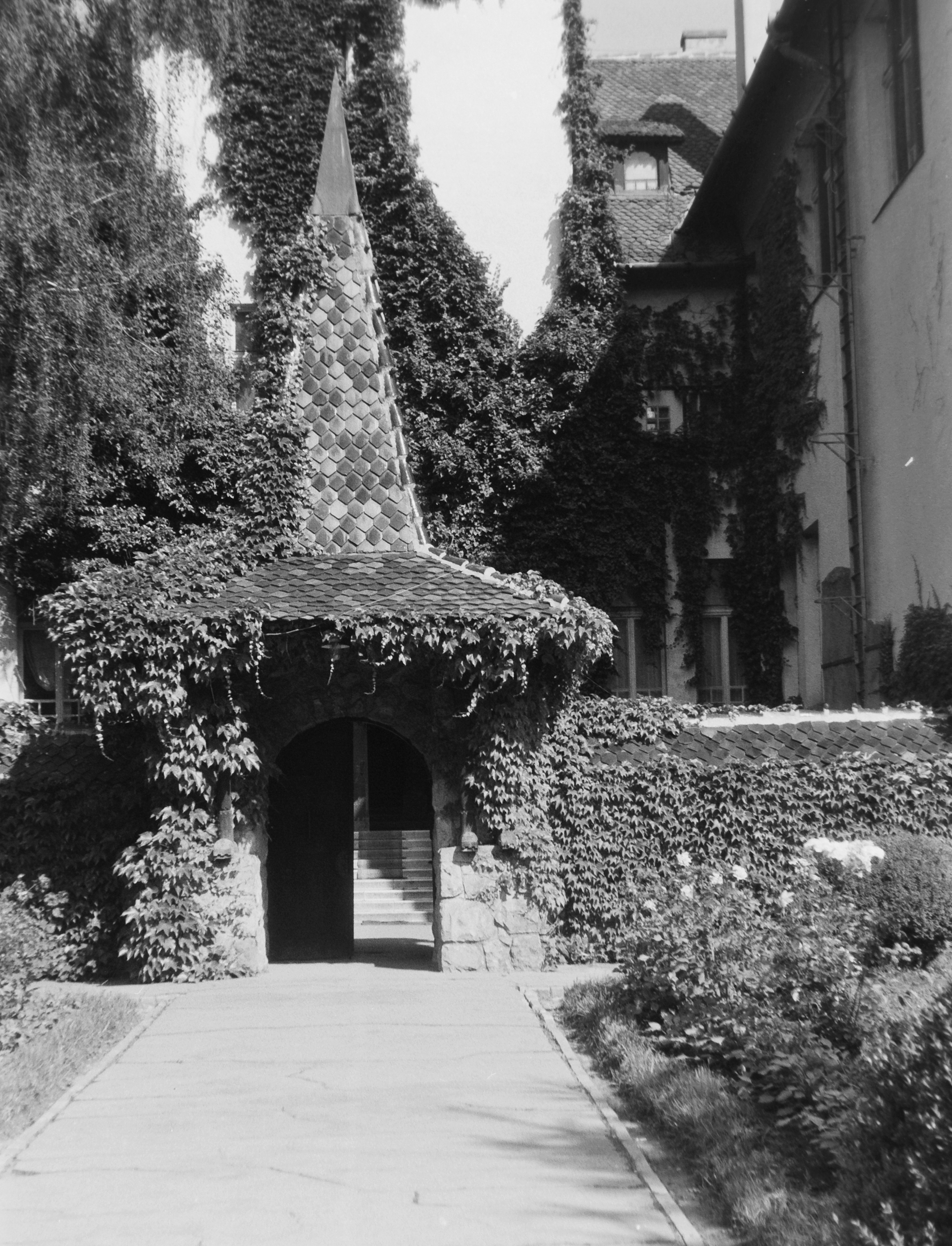
Entrée du musée en 1979.

- La bibliothèque, avec des collections de livres anciens, des archives de presse vintage et d'autres collections spéciales. L'objet le plus précieux de la bibliothèque est le Codex Apor, qui contient des psaumes de la première traduction hongroise de la Bible, réalisée au XVe siècle.
- La Section des Sciences Naturelles, qui abrite plus de 60 000 objets dont une collection paléontologique de mammifères du Pliocène et du Quaternaire d'Europe centrale et orientale, une collection de champignons de Roumanie, ainsi que la collection de papillons « Diószeghy » avec plus de 23 000 spécimens exposés.
- La section archéologie-histoire conserve plus de 50 000 objets, dont des témoignages sur le rôle militaire des Sicules au Moyen Âge, des reliques de la Révolution de 1848, des meubles et des verres précieux.
- La Section d'Ethnographie, qui contient plus de 15 000 objets : des broderies princières remarquables des XVIIe et XVIIIe siècles, une collection de carreaux et de céramiques, des meubles anciens sculptés ou peints, une collection de jouets folkloriques traditionnels. À l'extérieur du bâtiment, en plein air, se trouvent des portes sicules, des piliers funéraires sculptés, ainsi qu'une vieille maison de 1767, apportée de la région de Ciuc, partiellement meublée avec des pièces originales.

### Unités extérieures
- La Galerie d'art Gyárfás Jenő, de Sfântu Gheorghe, se trouve dans le bâtiment « Bazarului » au centre de Sfântu Gheorghe. Gère et expose des sculptures et des graphiques des XIXe et XXe siècles.

- Le Musée des Guildes "Incze László" à Târgu Secuiesc présente de précieuses collections et expositions sur l'histoire de la ville, des corporations et de l'artisanat. Par exemple, les deux équipements d'intervention des pompiers des XIXe et XXe siècles, mais aussi une collection de poupées, "Zsuzsi et Andris", avec plus de 350 pièces exposées.

- Musée ethnographique "Haszmann Pál" à Cernat est un musée en plein air présentant des éléments du patrimoine architectural populaire du judet de Covasna, notamment des piliers funéraires en pierre et en bois, ainsi que des objets d'artisanat populaire traditionnel et des expositions d'art populaire et d'histoire locale. Il possède une collection de machines agricoles ainsi qu'un poêle en fonte.

- Le Muzeul Depresiunii Baraolt dans la ville de Baraolt se concentre sur des objets du domaine de l'histoire minière et des corporations, mais possède également des collections d'histoire locale. On y voit aussi des récipients produits par les vitriers du pays Sicule et les potiers du bassin de Baraolt. Le squelette du mammouth, estimé à trois millions d'années, découvert dans la carrière de  lignite de Racoșul de Sus est également exposé ici.

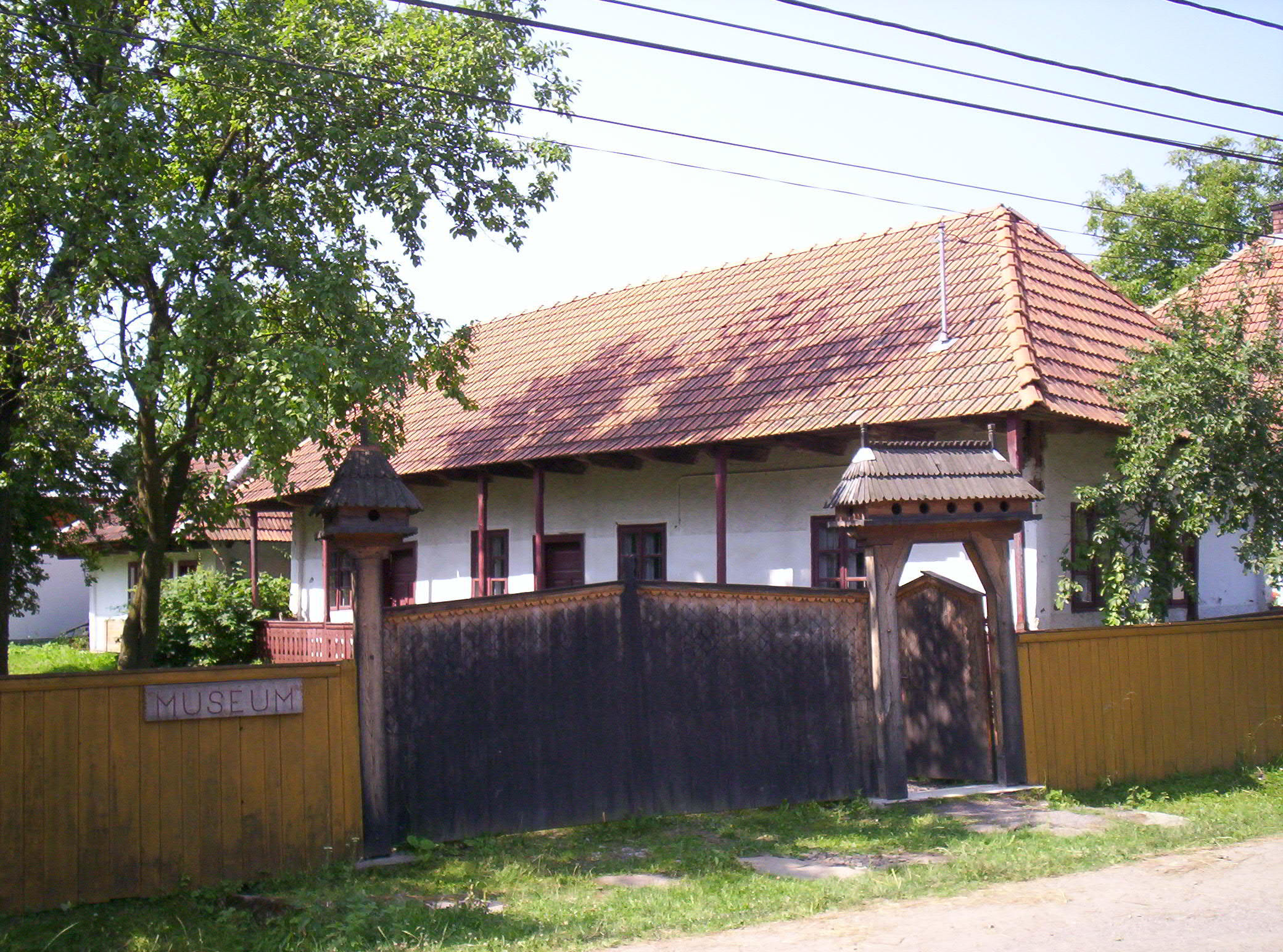
Le Musée Ethnographique Ceanganais à Zăbala, Covasna.

- Le Musée Ethnographique Ceanganais de Zăbala expose une collection d'art populaire hongrois (Csángós) de Moldavie et sur la vie quotidienne des communautés. Des produits artisanaux et des intérieurs traditionnels, meublés de manière caractéristique des communautés des villages de Căngăi, sont présentés.

## Classement
Par la loi no. 311 du 8 juillet 2003 sur les musées et les collections publiques, le Musée national sicule a été inscrit sur la liste des musées d'importance nationale.